# Lê Tấn Tài
Lê Tấn Tài (sinh ngày 4 tháng 1 năm 1984) là một cựu cầu thủ bóng đá người Việt Nam từng chơi ở vị trí tiền vệ.
Lê Tấn Tài bắt đầu sự nghiệp ở Khánh Hòa và cũng kết thúc sự nghiệp trên mảnh đất quê hương. Anh chơi bóng cho đội bóng phố biển từ 2003, sau đó đội được chuyển giao cho Hải Phòng năm 2013. Năm 2014, Tấn Tài về Bình Dương thi đấu 5 năm, rồi sang Hồng Lĩnh Hà Tĩnh. Anh chơi thêm 2 mùa cho Hà Nội rồi quay lại Khánh Hòa.
Lê Tấn Tài là thành viên tuyển Việt Nam vô địch AFF Cup 2008. Trong màu áo tuyển Việt Nam, tiền vệ này khoác áo 63 trận, ghi 3 bàn thắng. Ở cấp độ CLB, Tấn Tài có đủ danh hiệu tập thể: hai lần vô địch V.League, ba lần vô địch Cúp Quốc gia và Siêu cúp Quốc gia. Về mặt cá nhân, anh có Quả bóng bạc 2012, Quả bóng đồng 2005 và 2006 cùng HCB SEA Games 2005.

## Sự nghiệp bóng đá
Lê Tấn Tài sinh ra tại thôn Ninh Điền, xã Ninh Thọ, huyện Ninh Hòa, Khánh Hòa. Năm 2002, anh được huấn luyện viên Dương Quang Hổ – khi đó là huấn luyện viên đội tuyển U-18 Khánh Hòa – chú ý và đưa anh lên "tỉnh". Sau đó một năm, anh được đôn lên đội một Khánh Hòa đang tham dự giải hạng Nhì Quốc gia. Trận đấu chính thức đầu tiên của anh là trận gặp Lâm Đồng vào ngày 26 tháng 7 năm 2004.
Nhờ sự tiến cử của cố vấn kỹ thuật câu lạc bộ Khánh Hoà, Lê Tấn Tài trở thành cầu thủ đầu tiên của đội bóng hạng Nhì (vừa được thăng hạng Nhất năm đó) được triệu tập lên đội tuyển quốc gia nhằm chuẩn bị cho giải Agribank Cup 2004, khiến cho báo chí và dư luận đặt nhiều câu hỏi về anh, khi thì kỳ vọng, so sánh anh với Phan Văn Tài Em, lúc thì cho rằng anh chưa đủ tầm và nên được trả về câu lạc bộ. Tuy nhiên, chỉ sau một thời gian tập trung ngắn, dù nhận được lời khen về sự thể hiện của anh trong tập luyện, Tấn Tài nằng nặc xin rời khỏi đội tuyển, thậm chí còn được mô tả "đã quỳ lạy ông Tavares" (huấn luyện viên trưởng đội tuyển Việt Nam khi đó) với lý do áp lực ở tuyển quá lớn và gia đình có chuyện buồn. Được sự cho phép của Liên đoàn bóng đá Việt Nam, anh rời đội tuyển và quay về câu lạc bộ tham dự giải U-21 Báo Thanh Niên 2004, giải đấu mà đội U-21 Khánh Hòa đã giành ngôi á quân.
Năm 2005, huấn luyện viên Alfred Riedl đã cho triệu tập lại Tấn Tài lên đội tuyển quốc gia để tham dự Honda Cup 2005, anh đã thể hiện một phong độ tốt và liên tục được gọi vào đội tuyển quốc gia từ thời gian đó. Trong vụ bê bối của đội tuyển U-23 Việt Nam tại SEA Games 23 vào cuối năm, Tấn Tài cùng Tài Em được nêu tên như những cầu thủ trong sạch khi đã thẳng thừng từ chối với đề nghị bán độ trước trận đấu. Cũng chính hai cầu thủ này đã được triệu tập làm nhân chứng trong phiên tòa xét xử vụ mua bán độ diễn ra vào năm 2007 tại Thành phố Hồ Chí Minh.
Năm 2006, trong cuộc bình chọn các cá nhân xuất sắc của bóng đá Việt Nam hàng năm của báo Sài Gòn Giải Phóng, anh được trao tặng danh hiệu cầu thủ trẻ xuất sắc nhất Việt Nam và Quả bóng đồng cho năm 2005. Năm 2007, anh tiếp tục được bầu chọn danh hiệu Quả bóng đồng Việt Nam cho năm 2006.
Mùa giải 2013, Tấn Tài về thi đấu cho câu lạc bộ Hải Phòng. Đầu năm 2014, sau khi đội bóng Hải Phòng được chuyển giao cho Công ty cổ phần thể thao Hải Phòng, anh đã không tái ký hợp đồng chuyển giao với đơn vị chủ quản mới và chia tay câu lạc bộ để gia nhập Becamex Bình Dương. Tại Becamex Bình Dương, Tấn Tài ra sân 155 lần, ghi 12 bàn góp công lớn vào hai chức vô địch V.League 2014 và 2015 của "đội bóng đất thủ".
Cuối năm 2019, Tấn Tài hết hợp đồng và chia tay Bình Dương. Anh ban đầu định trở về giúp đội bóng quê hương Khánh Hòa đang thi đấu ở hạng Nhất. Sau khi không đạt được thỏa thuận khoác áo Khánh Hòa, Tấn Tài đã tính đến chuyện giải nghệ. Anh đã đi học lấy bằng huấn luyện và dự tính chuyển hướng công việc. Nhưng sau đó, ban lãnh đạo Hồng Lĩnh Hà Tĩnh đã gặp và thuyết phục Tấn Tài. Hai bên đạt được thỏa thuận từ trước Tết âm lịch, và ký hợp đồng chính thức vào ngày 28 tháng 1 năm 2020. Tại Hồng Lĩnh Hà Tĩnh, anh được huấn luyện viên Phạm Minh Đức chọn đeo băng đội trưởng. Tuy nhiên, trong số 6 trận anh được ra sân thì chỉ có 2 trận đá chính, 4 trận vào sân từ ghế dự bị sau 10 vòng đấu của V.League 2020.
Ở giai đoạn 2 V.League 2020, Tấn Tài chuyển sang thi đấu cho câu lạc bộ bóng đá Hà Nội theo một bản hợp đồng ngắn hạn. Anh lập tức lấy suất đá chính, trở thành nhân vật quan trọng ở tuyến giữa của đội bóng thủ đô. Dù chỉ đá nửa mùa, Tấn Tài vẫn ra sân 9 lần, trong đó có 8 trận đá chính tại V.League. Tấn Tài lại dự định giải nghệ hồi cuối năm 2020, nhưng kế hoạch này không thể diễn ra. Sau đề nghị của CLB Hà Nội trước mùa giải 2021, Tấn Tài ở lại để tiếp tục thi đấu đỉnh cao. Anh ra sân 6 trận, trong đó có 5 trận đá chính tại V.League trước khi giải đấu dừng lại do ảnh hưởng của dịch. Ngày 19 tháng 10 năm 2021, CLB Hà Nội đã thông báo chia tay và cảm ơn Lê Tấn Tài.
Tháng 3 năm 2022, Lê Tấn Tài quyết định "treo giày" ở tuổi 39 sau 20 năm thi đấu chuyên nghiệp để theo đuổi con đường huấn luyện.

## Tai tiếng
Lê Tấn Tài được đánh giá là mẫu cầu thủ năng nổ, thể lực tốt, là trụ cột ở câu lạc bộ và đội tuyển quốc gia. Tuy nhiên, anh cũng là một cầu thủ nóng tính và nhiều lần nhận thẻ phạt trong sự nghiệp.
Năm 2005, ông Tavares rất tức giận vì cho rằng Tấn Tài đã lừa mình để về thi đấu giải U-21 Quốc gia và yêu cầu VFF phải kỷ luật Tấn Tài cùng tuyên bố "Khi nào còn làm ở đội tuyển quốc gia thì sẽ không bao giờ triệu tập Tấn Tài". Sau đó, Tấn Tài nhận quyết định kỷ luật treo giò 5 trận đầu tiên của giải Hạng nhất quốc gia 2005 do "thiếu tinh thần trách nhiệm đối với đội tuyển quốc gia nên đưa ra một số lý do không trung thực để rời đội tuyển".
Năm 2007, anh từng bị bị Tiểu ban Kỷ luật VFF ra án phạt 3 triệu đồng vì "có hành vi khiếm nhã với trọng tài". Đầu tháng 4 năm 2009, một số báo chí đưa tin Tài thuê người dằn mặt đồng đội thủ môn dự bị Minh Sơn sau một cuộc cãi vã, nhưng anh phủ nhận chuyện này, cho rằng đó là chỉ là xích mích nhỏ. Kết quả là cả hai cầu thủ chỉ bị câu lạc bộ kiểm điểm.

## Thống kê sự nghiệp

### Bàn thắng quốc tế
| #  | Ngày                 | Địa điểm                                        | Đối thủ   | Bàn thắng | Kết quả | Giải đấu            |
| -- | -------------------- | ----------------------------------------------- | --------- | --------- | ------- | ------------------- |
| 1. | 28 tháng 12 năm 2006 | Sân vận động Suphachalasai, Băng Cốc, Thái Lan  | Singapore | 2–1       | 3–2     | King's Cup 2006     |
| 2. | 2 tháng 12 năm 2010  | Sân vận động Quốc gia Mỹ Đình, Hà Nội, Việt Nam | Myanmar   | 3–1       | 7–1     | AFF Suzuki Cup 2010 |
| 3. | 24 tháng 11 năm 2012 | Sân vận động Rajamangala, Băng Cốc, Thái Lan    | Myanmar   | 1–0       | 1–1     | AFF Suzuki Cup 2012 |

## Danh hiệu

### Câu lạc bộ
Khánh Hòa
- V.League 2: 2005
- Giải bóng đá Hạng nhì Quốc gia: 2004
- Á quân Giải U21 Báo Thanh Niên năm 2005

Becamex Bình Dương
- V.League 1: 2014, 2015
- Cúp quốc gia: 2015, 2018
- Siêu cúp quốc gia: 2014, 2015

Hà Nội
- Cúp quốc gia: 2020
- Siêu cúp quốc gia: 2020

### Quốc tế
U-23 Việt Nam
- Huy chương bạc SEA Games: 2005

Việt Nam
- Giải vô địch bóng đá Đông Nam Á: 2008

### Cá nhân
- Quả bóng bạc Việt Nam: 2012
- Quả bóng đồng Việt Nam: 2005, 2006
- Cầu thủ trẻ xuất sắc nhất Việt Nam: 2005